# Ryssby pastorat
Ryssby pastorat är ett pastorat i Allbo-Sunnerbo kontrakt i stiftet Växjö stift i Svenska kyrkan.
Pastoratskoden är 060305.
Pastoratet omfattar följande församlingar:
- Ryssby församling
- Tutaryds församling
- Agunnaryds församling